# Bolsa de Rathke
La bolsa de Rathke  es una invaginación del epitelio faringeo, originaria de la placa lateral y paraxial del ectodermo cresta neural, placodas ectodérmicas general del embrión.
En la cuarta semana de gestación esta hoja realiza una invaginación en la zona del estomodeo. 
La bolsa de Rathke originará el parénquima de la adenohipófisis. El estroma estará dado por el mesénquima cefálico (células derivadas de las crestas neurales).
- Datos: Q615264
- Multimedia: Rathke's pouch / Q615264